# Massepha grammalis
Massepha grammalis is een vlinder van de familie van de grasmotten (Crambidae), uit de onderfamilie van de Spilomelinae. De wetenschappelijke naam van deze soort is voor het eerst voorgesteld als Stenia grammalis door Achille Guenée in een publicatie uit 1854.
De soort komt voor in Frans-Guyana en Panama.